# 鹿児島市立黒神中学校
鹿児島市立黒神中学校（かごしましりつくろかみちゅうがっこう）は、鹿児島県鹿児島市黒神町にある市立の中学校。

## 概要
桜島の東部に位置している中学校であり、1947年に東桜島村立東桜島中学校（現在の鹿児島市立東桜島中学校）の黒神分校として開校した。その後1954年に東桜島中学校より鹿児島市立黒神中学校として独立した。
小規模特認校に指定されており、通学区域外からの通学も可能である。

## 沿革
- 1947年（昭和22年） - 東桜島村立東桜島中学校黒神分校として開校する[3]。
- 1950年（昭和25年） - 東桜島村が鹿児島市に編入されたのに伴い、鹿児島市立東桜島中学校黒神分校に改称[3][4]。
- 1954年（昭和29年） - 東桜島中学校より鹿児島市立黒神中学校として独立する[3][4]。
- 2020年（令和2年）4月1日 - 生徒数が0となったのに伴い、同日を以て休校[5]。
- 2021年（令和3年）4月6日 - 生徒の入学に伴って再開[6]。

## 通学区域
黒神中学校の通学区域は以下の町丁の区域が指定されている。
- 黒神町の全域
- 高免町の全域

## 周辺施設
- 黒神埋没鳥居（腹五社神社）
- 塩屋ヶ元港
- 京都大学防災研究所附属火山活動研究センター桜島火山観測所黒神観測室